# Петров Микола Андрійович
Микол́а Андрі́йович Петро́в (рос. Николай Андреевич Петров; 1914 — 1943) — учасник Другої Світової війни, Герой Радянського Союзу, кулеметник, гвардії сержант.

## Біографія

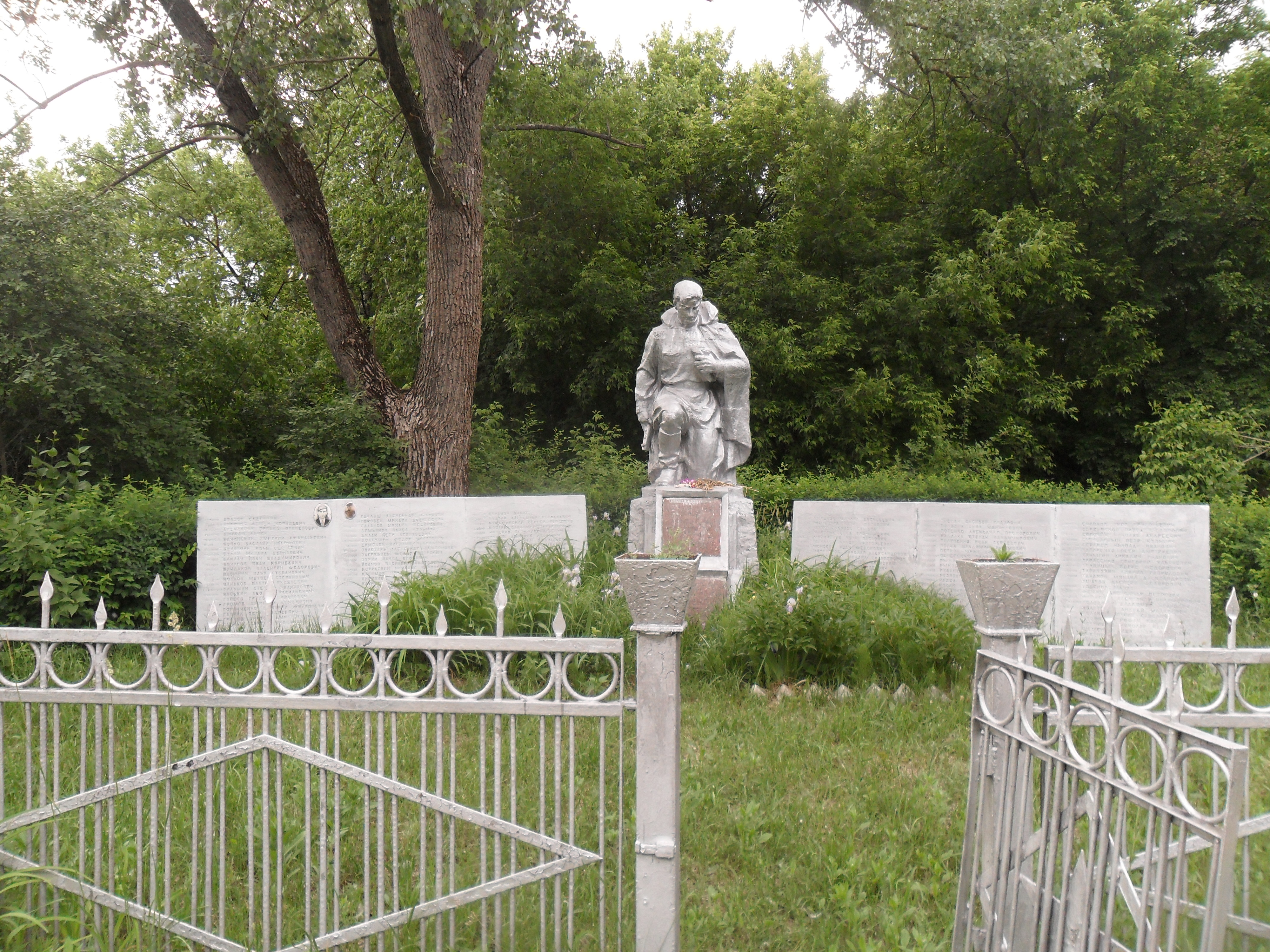
Пам'ятник на Братській могилі в с. Залісся, де похований М. А. Петров

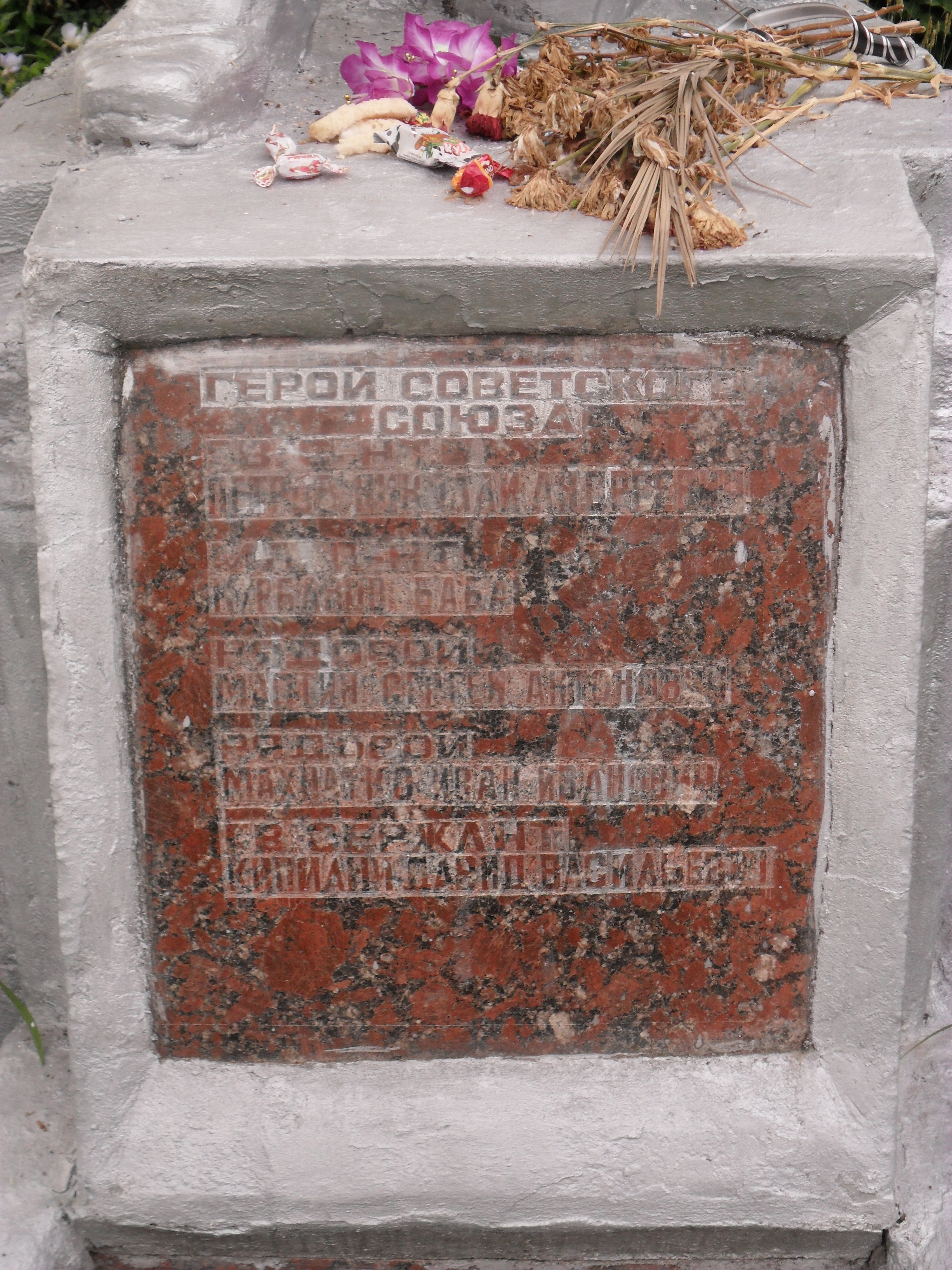
Ім'я Петрова в списку похованих

Микола Андрійович Петров народився 1914 року в місті Петроград (нині Санкт-Петербург) в родини робітника. Росіянин.
У Червоній Армії з 1941 року. На фронтах Другої Світової війни з 1942 року. Навідник ручного кулемета 25-го гвардійського стрілецького полку (6-та гвардійська стрілецька дивізія, 13-та армія, Центральний фронт) гвардії сержант Микола Петров у ніч на 23 вересня 1943 року першим у батальйоні подолав річку Дніпро поблизу гирла річки Прип'ять та кулеметним вогнем забезпечив форсування річки ротою. 29 вересня 1943 року в районі села Плютовище (Чорнобильський район Київської області) потай проник у тил противника та вогнем з кулемета знищив багато гітлерівців.
Загинув у бою 9 жовтня 1943 року. Похований у братській могилі в селі Залісся, що нині знаходиться в Чорнобильській зоні відчуження.

## Нагороди
- Звання Героя Радянського Союзу присвоєно 15 січня 1944 року[2].
- Орден Леніна.
- Медаль.

## Пам'ять
- У місті Чорнобиль Герою встановлена меморіальна дошка.